# Andrew Prine
Pour les articles homonymes, voir Prine.
Andrew Prine, né le 14 février 1936 à Jennings (Floride) et mort le 31 octobre 2022 à Suresnes,, est un acteur américain.

## Biographie

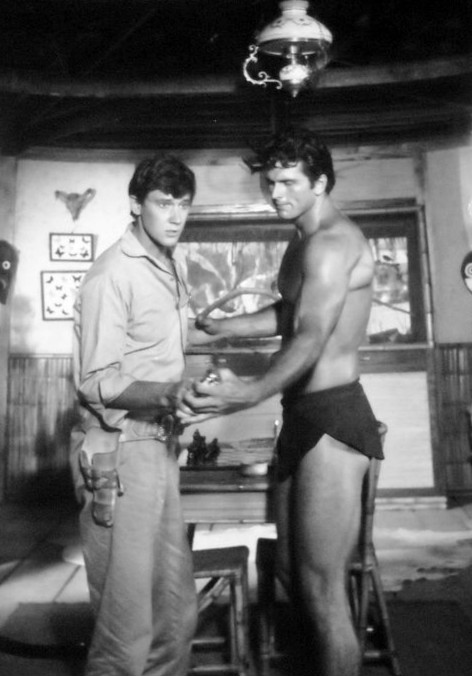
Andrew Prine (à gauche) et Ron Ely (Tarzan) en 1966.

Au cinéma, Andrew Prine débute en 1959 et contribue à quarante-trois films américains à ce jour, le dernier (actuellement en post-production) datant de 2011. En particulier, il apparaît dans trois westerns d'Andrew V. McLaglen, dont Chisum (1970, avec John Wayne et Ben Johnson). Mentionnons également Miracle en Alabama d'Arthur Penn (1962, avec Anne Bancroft et Patty Duke), Amityville 2 : Le Possédé de Damiano Damiani (1982, avec Burt Young) et Gettysburg de Ronald F. Maxwell (1993, avec Tom Berenger et Martin Sheen).
Andrew Prine est surtout très actif à la télévision, collaborant depuis 1957 à une centaine de séries, dont Le Virginien (1965-1969), V (1983-1984) et Les Experts (2005). Il se produit aussi dans des téléfilms (vingt-six depuis 1969, dont Il était une fois James Dean de Mark Rydell, en 2001) et des feuilletons (ex. : Dallas en 1989). À ce jour, sa dernière prestation au petit écran est dans un épisode, diffusé en 2008, de la série Saving Grace.
Andrew Prine joue également au théâtre, notamment à Broadway (New York) en 1959 et 1960. Citons la pièce d'Eugene O'Neill Le Long Voyage vers la nuit, représentée à Los Angeles en 1977, aux côtés de Charlton Heston et Deborah Kerr.
Pour sa contribution au western, au cinéma comme à la télévision, un Golden Boot Award lui est décerné en 2001.

## Théâtre (sélection)
- 1959 : Ange exilé (en) (Look Homeward, Angel) de Ketti Frings (en), d'après le roman Ange exilé, une histoire de la vie ensevelie (Look Homeward, Angel : A Story of the Buried Life) de Thomas Wolfe, mise en scène de George Roy Hill, avec Miriam Hopkins, Victor Kilian (à Broadway)
- 1960 : A Distant Bell de Katherine Morrill, costumes de Theoni V. Aldredge, avec Martha Scott (à Broadway)
- 1960 : Borak de Robert D. Hock (Off-Broadway)
- 1977 : Le Long Voyage vers la nuit (Long Day's Journey into Night) d'Eugene O'Neill, avec Charlton Heston, Deborah Kerr (à Los Angeles)

## Filmographie partielle

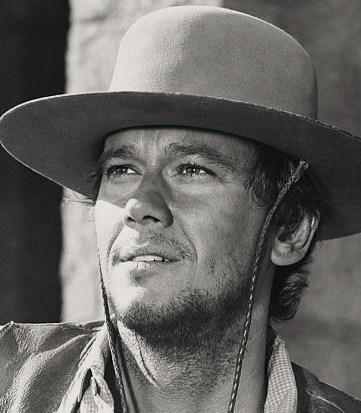
Dans Bandolero ! (1968, photo promotionnelle).

### Au cinéma
- 1962 : Miracle en Alabama (The Miracle Worker) d'Arthur Penn : James Keller
- 1964 : Le Bataillon des lâches (Advance to the Rear) de George Marshall : Soldat Owen Selous
- 1966 : Texas, nous voilà (Texas across the River) de Michael Gordon : Lieutenant Sibley
- 1968 : Bandolero ! d'Andrew V. McLaglen : shérif adjoint Roscoe Bookbinder
- 1968 : La Brigade du diable (The Devil's Brigade) d'Andrew V. McLaglen : soldat Theodore Ransom
- 1969 : Generation (en) de George Schaefer :  Winn Garand
- 1970 : Chisum d'Andrew V. McLaglen : Alexander « Alex » McSween
- 1970 : We're running out of heroes de Richard Bailey (film inachevé)
- 1973 : Un petit Indien (One Little Indian) de Bernard McEveety : Chaplain (Kaplan en VF)
- 1974 : Nightmare Circus (en) d'Alan Rudolph : Andre
- 1975 : Une bible et un fusil (Rooster Cogburn) de Stuart Millar : le mari de Fiona (non crédité)
- 1976 : Grizzly, le monstre de la forêt (Grizzly) de William Girdler : Don Stober
- 1976 : Terreur sur la ville (The Town That Dreaded Sundown)  de Charles B. Pierce (en) : Deputy Norman Ramsey
- 1978 : Le Couloir de la mort (The Evil) de Gus Trikonis : professeur Raymond Guy
- 1978 : Abe Lincoln : Freedom Fighter de Jack Hively : Luke
- 1982 : Amityville 2 : Le Possédé (Amityville II : The Possession) de Damiano Damiani : le père Tom
- 1993 : Gettysburg de Ronald F. Maxwell : Brig. Gen. Richard B. Garnett
- 1995 : The Dark Dancer de Robert Burges : Le docteur Paul Orenstein : Dr. Paul Orenstein, l'amant de Margaret
- 1998 : Ennemis non identifiés (The Shadow Men) de Timothy Bond : MIB n°1
- 1999 : The Boy with the X-Ray Eyes (en) de Jeff Burr :  	Malcolm Baker
- 2000 : Alerte finale (en) (Critical Mass) de Fred Olen Ray :  Sen. Cook
- 2002 : Fashion victime (Sweet Home Alabama) d'Andy Tennant  : Sheriff Holt (non crédité)
- 2005 : Insects (Glass Trap) de Fred Olen Ray : le shériff Ed
- 2005 : Shérif, fais-moi peur (The Dukes of Hazzard) de Jay Chandrasekhar : homme en colère
- 2013 : The Lords of Salem de Rob Zombie : Révérend Jonathan Hawthorne

### À la télévision

#### Séries
- 1960 : Peter Gunn
  - Saison 2, épisode 35 Letter of the Law
- 1962 : Alfred Hitchcock présente (Alfred Hitchcock presents)
  - Saison 7, épisode 17 The Faith of Aaron Menefree de Norman Lloyd
- 1962 : Les Accusés (The Defenders)
  - Saison 1, épisode 20 The Point Shaver de Buzz Kulik
- 1962 : Le Gant de velours (The New Breed)
  - Saison unique, épisode 27 Echoes of Hate de Joseph Pevney
- 1962-1963 : Gunsmoke ou Police des plaines (Gunsmoke ou Marshal Dillon)
  - Saison 7, épisode 33 The Prisoner (1962) d'Andrew V. McLaglen
  - Saison 8, épisode 15 False Front (1962) d'Andrew V. McLaglen
  - Saison 9, épisode 5 Easy Come (1963) d'Andrew V. McLaglen
- 1963-1965 : Le Jeune Docteur Kildare (Dr Kildare)
  - Saison 3, épisode 5 A Game for Three (1963) de Paul Wendkos
  - Saison 4, épisode 12 Catch a Crocked Mouse (1964)
  - Saison 5, épisode 5 The Bell in the Schoolhouse tolls for Three, Kildare (1965), épisode 6 Life in the Dance Hall (1965), épisode 7 Some Doors are slamming (1965), épisode 8 Enough La Boheme for Everybody (1965) et épisode 9 Now the Mummy (1965)
- 1964-1965 : Première série Le Fugitif (The Fugitive)
  - Saison 1, épisode 15 Home is the Hundred (1964) de Jerry Hopper
  - Saison 3, épisode 14 End of the Line (1965) de William A. Graham
- 1964-1965 : La Grande Caravane (Wagon Train)
  - Saison 8, épisode 1 The Bob Stuart Story (1964) de Virgil W. Vogel et épisode 17 The Isaiah Quickfox Story (1965) de Virgil W. Vogel
- 1965 : Bonanza
  - Saison 6, épisode 32 The Jonah de William F. Claxton
- 1965-1969 : Le Virginien (The Virginian)
  - Saison 3, épisode 18 Hideout (1965) de Don McDougall
  - Saison 4, épisode 1 The Brothers (1965) et épisode 29 A Bald-Faced Boy (1966) d'Earl Bellamy
  - Saison 5, épisode 29 The Strange Quest of Cladre Bingham (1967) de Don McDougall
  - Saison 8, épisode 4 The Power Seckers (1969) de Seymour Robbie
- 1966 : Tarzan
  - Saison 1, épisode 2 The Ultimate Weapon de Paul Stanley
- 1967 : Les Envahisseurs (The Invaders)
  - Saison 2, épisode 8 Un curieux voyage (Dark Outpost) de George McCowan
- 1968 : Daniel Boone
  - Saison 4, épisode 25 Thirty Pieces of Silver de Nathan Juran
- 1968 : Brigade criminelle (Fellony Squad)
  - Saison 3, épisode 3 Underground Nightmare
- 1968 : L'Homme de fer (Ironside)
  - Saison 2, épisodes 2 et 3 Une épitaphe adéquate, 1re et 2e parties (Split Second to an Epitaph, Parts I & II)
- 1968-1970 : Les Règles du jeu (The Name of the Game)
  - Saison 1, épisode 14 Pineapple Rose (1968)
  - Saison 2, épisode 23 Echo of a Nightmare (1970) de John Newland
- 1968-1973 : Sur la piste du crime (The F.B.I.)
  - Saison 3, épisode 24 The Mechanized Accomplice (1968) de Lewis Allen
  - Saison 7, épisode 1 Death on Sunday (1971) de Virgil W. Vogel
  - Saison 8, épisode 23 Sweet Evil (1973)
- 1971-1974 : Cannon
  - Saison 1, épisode 9 Le Cercueil électrique (Girl in the Electric Coffin, 1971)
  - Saison 4, épisode 11 Mort ou vif (The Sounds of Silence, 1974) de George McCowan
- 1974 : Kung Fu
  - Saison 2, épisode 12 Le Chasseur de primes (The Gunman) de Richard Lang
- 1974 : Banacek
  - Saison 2, épisode 6 Rocket to Oblivion d'Andrew V. McLaglen
- 1975 : Dossiers brûlants (Kolchak : The Night Stalker)
  - Saison unique, épisode 16 Le Démon (Demon in Lace) de Don Weis
- 1975 : La Côte sauvage (Barbary Coast)
  - Saison unique, épisode 2 Crazy Cats de Don Weis
- 1975-1976 : Baretta
  - Saison 1, épisode 1 He'll never see Daylight (1975) de Bernard L. Kowalski
  - Saison 3, épisode 12 Look Back in Terror (1976) de Vincent Sherman
- 1975-1978 : Hawaï police d'État (Hawaii Five-0)
  - Saison 8, épisode 5 La Cible de rêve (Target ? The Lady, 1975) de Charles S. Dubin
  - Saison 10, épisode 23 L'Inconnu dans sa tombe (A Stranger in His Grave, 1978) de Richard Benedict
- 1976 : Le Nouvel Homme invisible (Gemini Man)
  - Saison unique, épisode 2 La Route infernale (Smithereens)
- 1977 : Quincy (Quincy, M.E.)
  - Saison 1, épisode 4 Hot Ice, Cold Hearts
- 1977 : Super Jaimie (The Bionic Woman)
  - Saison 3, épisode 5 Rodéo (Rodeo)
- 1979 : Embarquement immédiat (Flying High)
  - Saison unique, épisode 16 The Challenges
- 1979 : CHiPs
  - Saison 3, épisode 2 Le Disco, 2e partie (Roller Disco, Part II) de Don Weis
- 1980 : Au fil des jours (One Day at a Time)
  - Saison 5, épisode 24 Greciam Yeam
- 1982 : Pour l'amour du risque (Hart to Hart)
  - Saison 3, épisode 19 Amour et Jazz (Deep in the Hart of Dixieland) d'Earl Bellamy
- 1983 : L'Homme qui tombe à pic (The Fall Guy)
  - Saison 2, épisode 19 Un trafic peut en cacher un autre (One Hundred Miles a Gallon)
- 1983-1984 : V
  - V, 1re et 2e parties (V, Parts I & II, 1983) de Kenneth Johnson
  - V : La Bataille finale, 1re, 2e et 3e parties (V : The Final Battle, Parts I, II & III) de Richard T. Heffron
- 1984 : Matt Houston
  - Saison 2, épisode 22 On the Run de Cliff Bole
  - Saison 3, épisode 1 Wanted Man de James L. Conway
- 1984 : Espion modèle ou Espion à la mode (Cover Up)
  - Saison unique, épisode 4 Un sourire d'ange (The Million Dollar Face)
- 1984-1991 : Arabesque (Murder, she wrote)
  - Saison 1, épisode 6 Amants et autres tueurs (Lovers and Others Killers, 1984)
  - Saison 3, épisode 8 À chacun sa méthode (Magnum on Ice, Part II, 1986) de Peter Crane
  - Saison 5, épisode 16 Le Routier (Truck Stop, 1989) de Vincent McEveety
  - Saison 7, épisode 17 Le Retour du père prodigue (The Prodigal Father, 1991) d'Anthony Pullen Shaw
- 1988 : Le Cavalier solitaire (Paradise)
  - Saison 1, épisode 4 La Danse de l'esprit (Ghost Dance) de Joseph L. Scanlan
- 1989 : Freddy, le cauchemar de vos nuits ou Les Cauchemars de Freddy (Freddy's Nightmares)
  - Saison 1, épisode 12 Le Grand Départ (The End of the World)
  - Saison 2, épisode 5 Un souvenir inoubliable (Memory Overload) de Don Weis
- 1991 : Parker Lewis ne perd jamais (Parker Lewis can't lose)
  - Saison 2, épisode 4 Le Choc du futur (Future Shock) de Bryan Spicer
- 1991 : Matlock
  - Saison 6, épisode 4 Le Cauchemar (Nightmare) de Robert Scheerer
- 1993 : Docteur Quinn, femme médecin (Dr Quinn, Medicine Woman)
  - Saison 1, épisode 10 La Légende du bison blanc (Running Ghost) de James Keach
- 1993 : Star Trek : La Nouvelle Génération (Star Trek : The Next Generation)
  - Saison 6, épisode 21, État d'esprit (Frame of Mind) de James L. Conway
- 1994 : Mariés, deux enfants (Married with Children)
  - Saison 9, épisode 12 Papa Le Dingue, 1re partie (I want my Psycho Dad, Part I)
- 1995 : University Hospital (série télévisée) (épisode : La quarantaine) : Mr. Pryor
- 1994-1996 : Code Lisa (Weird Science)
  - Épisodes non-spécifiés : rôle de Wayne Donnelly
- 1996 : Un privé à Malibu ou Mitch Buchannon (Baywatch Nights)
  - Saison 1, épisode 13 Courrier express (Payback) de Reza Badiyi
- 1997 : Les Dessous de Palm Beach (Silk Stalkings)
  - Saison 7, épisode 2 Propos travestis (Ladies Man)
- 2004 : Six Feet Under (Six Feet Under)
  - Saison 4, épisode 1 Des vœux exaucés (Falling into Place) de Michael Cuesta et épisode 10 Rendez-vous à Black Forest (The Black Forest)
- 2005 : Les Experts (CSI : Crime Scene Investigation)
  - Saison 5, épisodes 24 et 25 Jusqu'au dernier souffle, 1re et 2e parties (Grave Danger, Parts I & II) de Quentin Tarantino
- 2006 : Boston Justice (Boston Legal)
  - Saison 2, épisode 20 Cas de divorce (Chitty Chitty Bang Bang)
- 2008 : Saving Grace
  - Saison 2, épisode 5 Connie (Do you love Him ?)

#### Feuilletons
- 1989 : Dallas
  - Saison 12, épisode 26 Ça c'est la vie (Reel Life)
  - Saison 13, épisode 2 Les Tâches de Leopard (The Leopard's Spots)
- 1996 : Melrose Place
  - Saison 4, épisode 31 La Loi du talion (Peter's Excellent Adventure)

#### Téléfilms
- 1969 : This Savage Land de Vincent McEveety : Timothy Pride
- 1970 : Along came a Spider de Lee H. Katzin :  Sam Howard
- 1970 : Night Slaves (en) de Ted Post :  Fess Beany / Noel
- 1972 : Another Part of the Forest de Daniel Mann :  Oscar Hubbard
- 1974 : Wonder Woman de Vincent McEveety :  George Calvin
- 1976 : Riding with Death d'Alan J. Levin et Don McDougall
- 1976 : Law of the Land de Virgil W. Vogel : Travis Carrington
- 1977 : Tail Gunner Joe de Jud Taylor :  Peter Parker McNair Gates
- 1977 : Le Dernier des Mohicans (en) (The Last of the Mohicans) de James L. Conway :  Major Heyward
- 1977 : Christmas Miracle in Caufield, U.S.A. (en) de Jud Taylor :  Arthur
- 1978 : Donner Pass : The Road to Survival (en) de James L. Conway :  Lewis Keyser
- 1979 : Mind Over Murder d'Ivan Nagy : Bald Man
- 1980 : M Station : Hawaii de Jack Lord : Captain Ben Galloway
- 1981 : Un amour sans limite (Callie & Son) de Waris Hussein : Kimball Smythe
- 1981 : A Small Killing de Steven Hilliard Stern :  Lieutenant Ward Arlen
- 1991 : Nom de code : Requin (Mission of the Shark: The Saga of the U.S.S. Indianapolis) de Robert Iscove : Henshaw
- 1995 : The Avenging Angel de Craig R. Baxley : Andrew Pike
- 2001 : Il était une fois James Dean (James Dean) de Mark Rydell
- 2006 : Hollis & Rae de Callie Khouri :  Percy Chandler

## Récompense
- Golden Boot Award décerné en 2001, pour sa contribution (au cinéma et à la télévision) au western.